# Tokito Oda
Tokito Oda (小田 凱人, Oda Tokito), né le 8 mai 2006, est un joueur de tennis handisport japonais, professionnel depuis 2021.

## Biographie
Tokito Oda est né dans la ville d'Ichinomiya dans la préfecture d'Aichi au Japon. Il est diplômé de l'école primaire de l'école primaire Sebe locale de la ville d'Ichinomiya et du collège de l'école secondaire Nishinari de la ville d'Ichinomiya.
Lorsqu'il est à l'école primaire, il joue au football et aspire à devenir footballeur professionnel, mais à l'âge de 9 ans, il développe un ostéosarcome à la jambe gauche. Il subit une intervention chirurgicale pour retirer une partie de l'articulation de la hanche et du fémur de sa jambe gauche et les remplacer par une articulation artificielle. En conséquence, il s'est retrouvé dans un fauteuil roulant et a dû abandonner son rêve de devenir footballeur.
Durant un séjour à l’hôpital il regarde une vidéo de Shingo Kunieda lors de sa participation à la compétition de tennis en fauteuil roulant des Jeux paralympiques de Londres de 2012. Profondément ému et suivant  les conseils de son médecin il décide de se lancer dans la compétition.

## Carrière

### Débuts: titre aux Masters en 2022
Il dispute ses premiers tournois officiels à l'âge de 12 ans. En 2021, il se distingue sur le circuit avec sept titres acquis en simple dont l'Open de Suisse ce qui lui permet de terminer la saison dans le top 10. En 2022, il est demi-finaliste à Roland-Garros pour ses débuts en Grand Chelem et s'impose en fin d'année au Masters face à Alfie Hewett.

### 2023: deux premiers titres du Grand Chelem
Il devient en 2023 le plus jeune joueur vainqueur d'un tournoi du Grand Chelem en s'imposant à Roland-Garros à 17 ans et un mois contre le Britannique Alfie Hewett, sur un score en deux sets (6-1, 6-4). Cette victoire permet de prendre à ce dernier la place de no 1 mondial. Il enchaine avec un autre titre de prestige en s'imposant à Wimbledon, toujours face à Alfie Hewett  (6-4, 6-2).

### 2024: troisième et quatrième titres du Grand Chelem, jeux paralympiques
À l'Open d'Australie, il s'impose encore une fois en simple face à Alfie Hewett, qu'il bat en finale pour la 4e fois (après les Masters en 2022, Roland-Garros et Wimbledon en 2023). Sur son parcours en simple, il élimine entre autres l'ancien numéro un mondial, Stéphane Houdet (6-3 6-1) au second tour. Il atteint aussi la finale en double, associé à Takuya Miki, mais la paire japonaise perd en deux sets (6-3 6-2) face aux Britanniques Alfie Hewett et Gordon Reid.
A Roland-Garros, il remporte le tournoi simple messieurs face à Gustavo Fernandez (7-5 6-3) mais s'incline en finale du double messieurs face aux Britanniques Alfie Hewett et Gordon Reid (6-1 6-4).
Aux jeux paralympiques de Paris 2024, il est médaillé d'argent en double messieurs avec Takuya Miki, à la suite du match de finale perdu le 6 septembre 2024 face à Alfie Hewett et Gordon Reid (6-2 6-1), et médaillé d'or en simple messieurs, après sa victoire le 7 septembre 2024 face à Alfie Hewett (6-2 4-6 7-5).

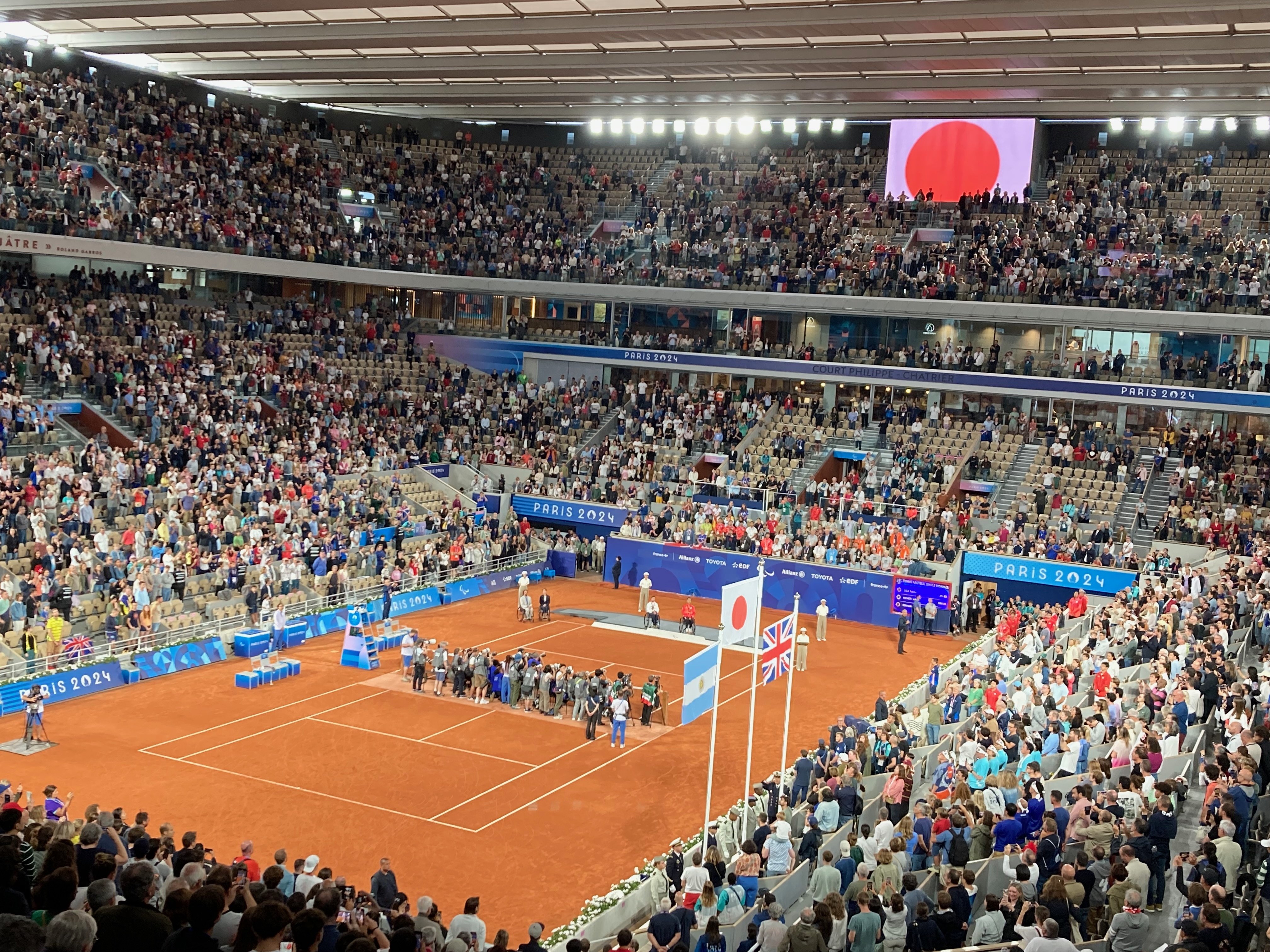
Podium Tennis Fauteuil Paralympic Games Paris 2024

## Palmarès

### Jeux paralympiques
- médaillé d'or en simple en 2024
- médaillé d'argent en double messieurs en 2024

### Tournois du Grand Chelem

#### Victoires en simple (5)
| Année | Tournoi          | Adversaire en finale | Score     |
| 2023  | Roland-Garros    | Alfie Hewett         | 6-1, 6-4  |
| 2023  | Wimbledon        | Alfie Hewett         | 6-4, 6-2  |
| 2024  | Open d'Australie | Alfie Hewett         | 6-2, 6-4  |
| 2024  | Roland-Garros    | Gustavo Fernández    | 7-5, 6-3  |
| 2025  | Roland-Garros    | Alfie Hewett         | 6-4, 7-66 |

### Masters

#### Victoire en simple (1)
| Année | Lieu | Finaliste    | Résultat |
| ----- | ---- | ------------ | -------- |
| 2022  | Oss  | Alfie Hewett | 6-4, 6-3 |